# Vederesdoorn

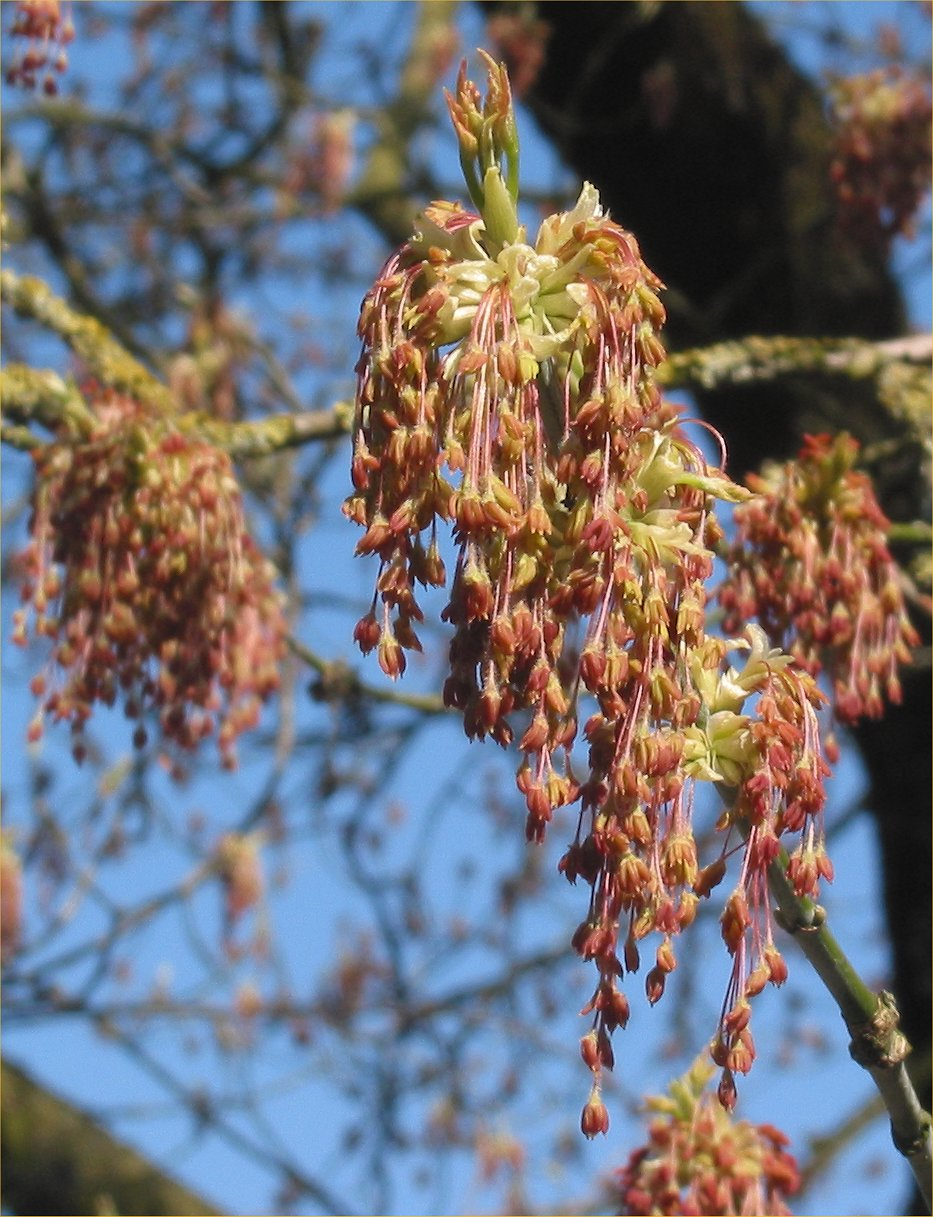
Bloemen van de vrouwelijke vederesdoorn

Vederesdoorn of Californische esdoorn (Acer negundo) is een soort uit de zeepboomfamilie (Sapindaceae). De soort is afkomstig uit het noorden van de Verenigde Staten. Het is een tweehuizige boom met een hoogte van 12–15 m of een meerstammige struik. Het is een van de esdoornsoorten met een samengesteld blad. De plant heeft geveerde bladeren met drie tot vijf deelblaadjes, die omgekeerd eirond, 5–10 cm lang en grof gezaagd zijn.

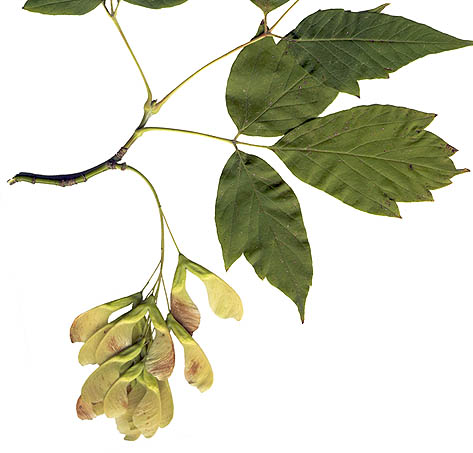
Bladeren en vruchten

De neofyt is na 1950 in de Lage Landen ingeburgerd geraakt. Hij wordt aangeplant in tuinen en parken en verwildert vandaaruit soms. Sinds 1980 is dat op vrij grote schaal het geval langs de grote rivieren waar hij zich vestigt op kribben en langs zandige oevers. In sommige regio's in Centraal- en Zuid-Europa nemen de aantallen langs waterlopen zo snel toe dat het ten koste gaat van de oorspronkelijke begroeiing. Vederesdoorn wordt daar geclassificeerd als invasieve exoot. 
De plant bloeit met geelgroene bloemen in maart tot april. De mannelijke bloemen ontstaan in bundels, de vrouwelijke in trossen. De vruchten hebben gelige vruchtvleugels die naar elkaar toegekromd staan. Zaden worden door wind en water verspreid.
Vederesdoorn gedijt in bossen en struwelen met een droge tot vochtige, zeer eutrofe bodem. Jonge bomen prefereren veel vocht maar oudere zijn droogtetolerant. De soort kan goed tegen periodieke overstromingen.

## Cultivars
Er zijn verschillende cultivars ontwikkeld waaronder:
- A. negundo 'Auratum': groeit krachtig, met goudgele bladeren en meestal met roodachtige steel
- A. negundo 'Aureovariegatum': bladeren groen met goudgele vlekken
- A. negundo 'Variegatum': ook bekend als A. negundo 'Argenteovariegatum' of "bonte vederesdoorn", groeit traag, bladeren met onregelmatige witte randen. Het is een periclinaal chimaer, waarbij kleurloze cellen als een mantel om de groene kern liggen. Ontstaan er knoppen uit het gehele weefsel, dan is de scheut die daaruit groeit bont, maar knoppen die in de kern ontstaan geven groene scheuten. Als deze niet worden weggesneden nemen ze snel de overhand omdat ze sneller groeien.

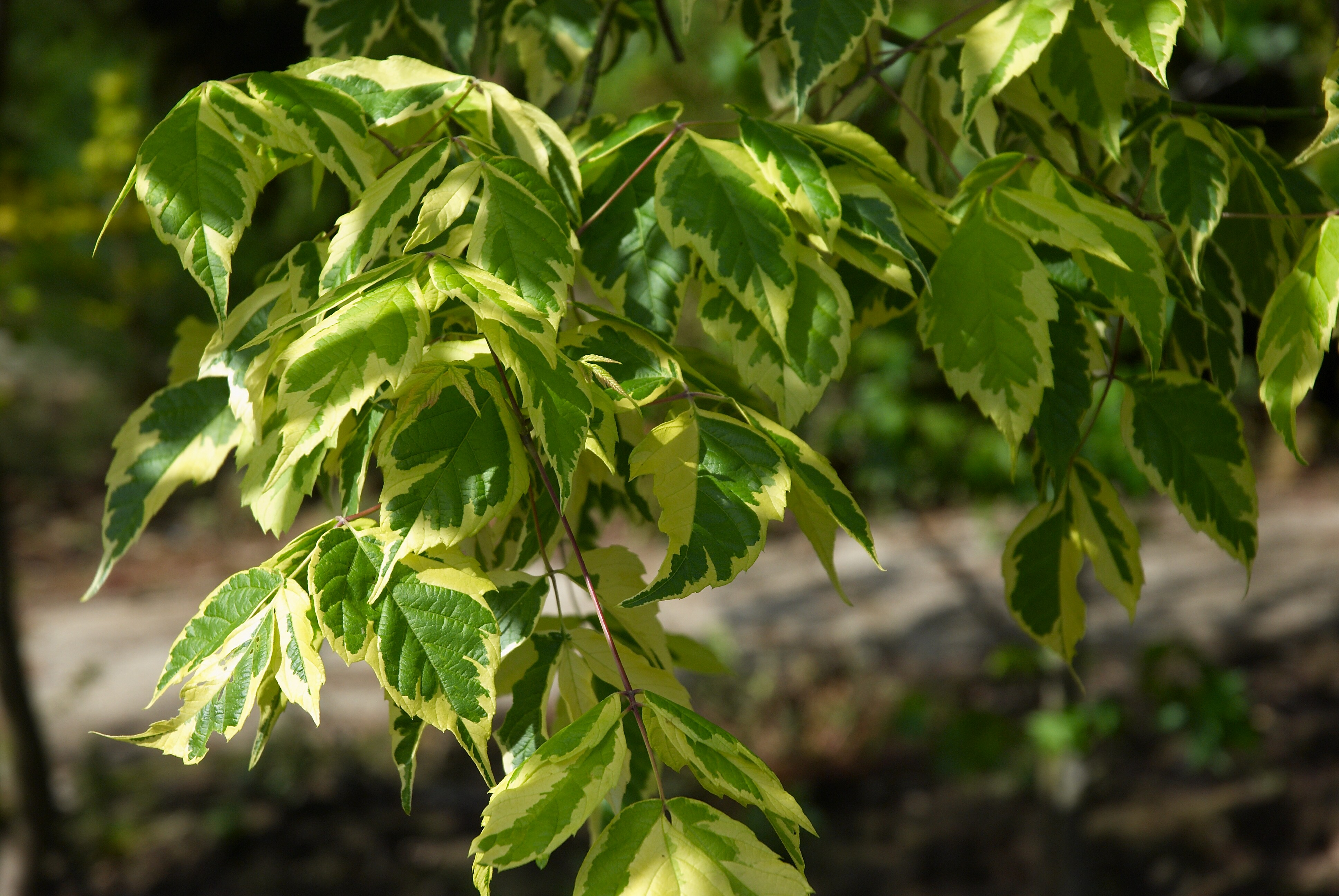
Acer negundo 'Variegatum'
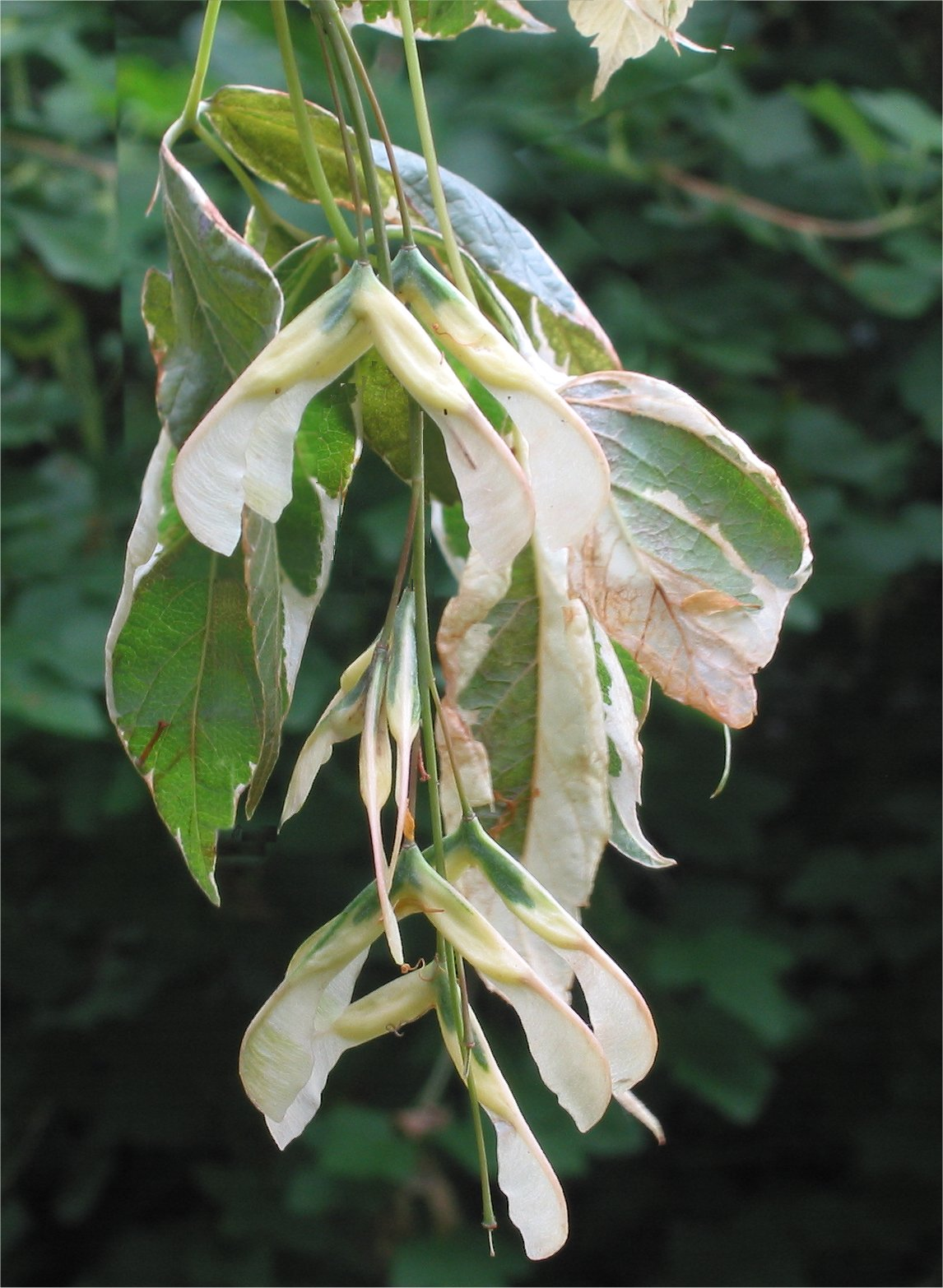
Bladeren en vruchten van Acer negundo 'Variegatum'